# Espagat

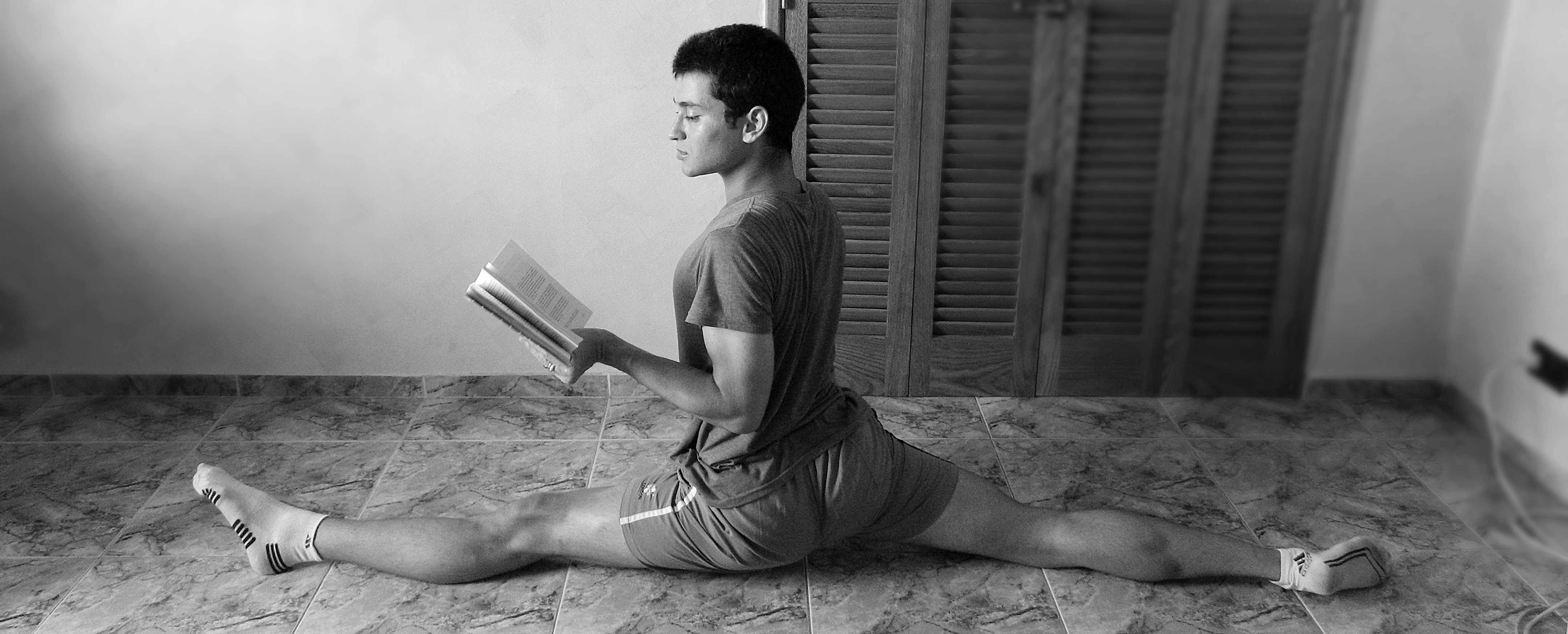
Split masculí sobre el sòl.

L'espagat, és una postura física en la qual les cames estan alineades (són col·lineals) entre si i s'estenen en direccions oposades. Es realitza principalment en activitats atlètiques, com ara, el contorsionisme, la gimnàstica rítmica, gimnàstica artística, el patinatge artístic, la dansa, el ballet, les arts marcials, la natació sincronitzada, el ioga i el ball en barra o el pole dance.
Etimològicament, la paraula catalana espagat ve de l'alemany spagat, que el va adoptar de l'italià spaccata amb el mateix significat.
Quan s'executa un espagat, les línies definides per les cuixes internes de les cames formen un angle d'aproximadament 180 graus. Aquest gran angle produeix un estirament significatiu dels músculs isquiotibials i psoes ilíac i conseqüentment denota una excel·lent flexibilitat. En conseqüència, els espagats s'usen sovint com a exercici d'estiraments per a escalfar i augmentar la flexibilitat dels músculs de les cames.

## Preparació
Com també és vàlid en qualsevol activitat física abans d'iniciar-la, cal seguir un programa d'escalfament adequat abans de realitzar un espagat, per tal de preparar els músculs i les articulacions per reduir el risc de lesions. També és útil una sèrie específica d'exercicis d'estirament, preparant els músculs implicats per al seu allargament i estirament.
S'aconsella actuar amb certa gradualitat, tenint en compte que una mínima sensació de dolor per estirament és totalment fisiològica. En canvi, cal parar i no continuar més si aquest dolor es torna excessiu. Al final, una fase de refredament (per exemple sacsejar els músculs) pot facilitar la relaxació muscular i el seu retorn al seu estat original.

## Tipus
Hi ha dues formes generals d'espagats:
1. L'espagat lateral que s'executa estenent les cames a l'esquerra i a la dreta del tors.
2. L'espagat frontal que s'executa estenent una cama cap endavant i l'altra cap a la part posterior del tors.

## Variants
Donada la gran varietat d'àmbits en què es pot realitzar un espagat, hi ha diferents adaptacions i variacions en relació amb el context esportiu en què es realitza aquesta postura atlètica. Així, per exemple, en la dansa clàssica l'espagat s'associa a una sèrie de salts. En gimnàstica rítmica i esportiva els espagats són part integrant de les dificultats atlètiques codificades, que es poden realitzar en diferents variacions caracteritzades per diferents graus de dificultat.
Hi ha moltes variacions de forma i rendiment dels espagats, com ara:
- La gambada (o grand jeté) terme francès derivat de la dansa clàssica, que consisteix a fer un salt d'un peu a l'altre amb desplaçament que s'inicia amb el llançament consecutiu de les dues cames a gran altura en direccions oposades, en què s'intenta mantenir el màxim de temps possible el cos en l'aire abans del retorn a terra.
- L'espagat vertical o dempeus en el que l'espagat es realitza sobre un peu, elevant l'altre per sobre del cap.
- L'espagat sobrepassat quan l'obertura supera els 180°, com en el cas del contorsionisme.

## Galeria

Salt amb espagat lateral de dansa acrobàtica.
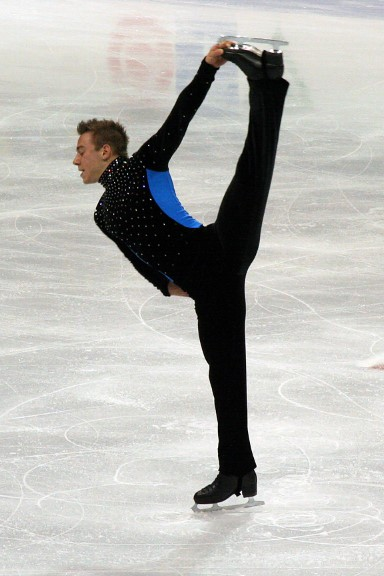
Espagat dempeus en una figura de patinatge artístic.
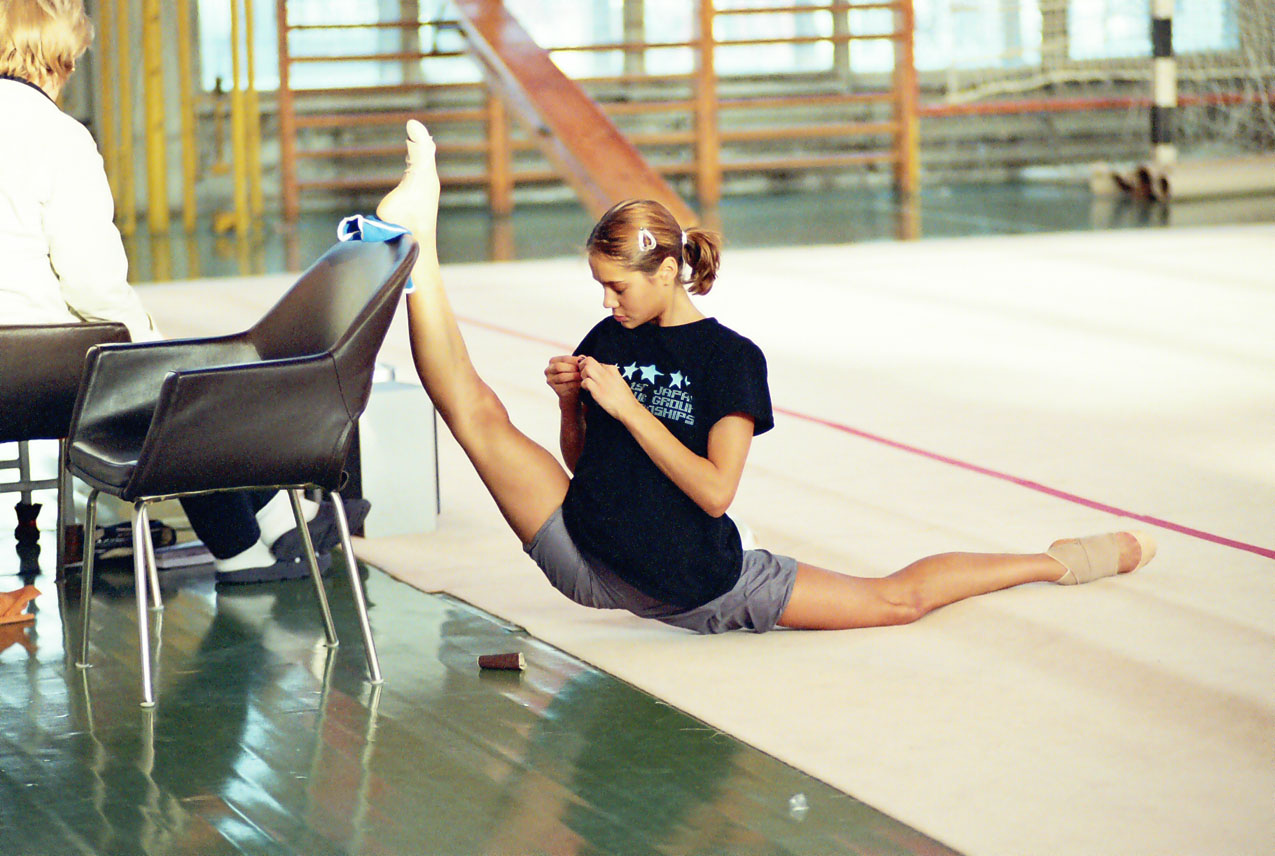
Un oversplit o espagat sobrepassat.

## Problemes
Un problema comú que es produeix fent l'espagat (tant, frontal com lateral) és el dolor en els genolls a causa de la flexió d'aquests mentre es fa el moviment. Si no s'escalfa degudament abans de realitzar algun tipus d'espagat, els músculs poden sofrir enrampades, estrebades o fins i tot es poden arribar a trencar les fibres musculars. Són els esquinços musculars de tipus 1, 2, 3... tot estirament realitzat amb les cames executat inadequadament provocarà una lesió muscular.
L'espagat és dels estiraments que més afavoreixen l'enfortiment i moviment del tren inferior i es recomana per a atletes de potència i força de no fer-hi massa esforços puix que pot engendrar un afebliment en aquests dos factors.

## Ioga
Hi ha una postura de ioga anomenada hanumanasana o postura del mico, que consisteix a tenir les cames en espagat frontal.

## En la cultura popular
Moltes persones no tenen la flexibilitat necessària per executar un espagat i, per tant, consideren que els espagats són incòmodes o fins i tot dolorosos. A causa d'aquesta visió generalitzada, els espagats apareixen en comèdies i altres formes d'entreteniment.
L'actor Jean-Claude Van Damme és molt conegut per la seva capacitat per fer espagats en molts dels seus films, així com en una famosa publicitat per a la marca Volvo Trucks el novembre de 2013. El lluitador professional Rob Van Dam va inventar l'aixecament Van Dam, en el qual s'aixequen pesos mentre hom està en una posició d'espagat suspès. Altres lluitadors professionals tals com Melina Pérez, Santino Marella i Ron Killings han contribuït també a popularitzar l'espagat. Pussycat Dolls, Kimberley Wyatt i Carmit Bachar també van destacar pels seus oversplits executats dempeus. La maniquí Karen McDougal també és coneguda pels seus splits a cavall (straddle splits).